# Исабела (провинция)
Исабела (таг. Isabela) — провинция Филиппин, расположенная в регионе Долина Кагаян на острове Лусон. Административный центр — город Илаган.

## География
Площадь провинции составляет 10 664,6 км². На востоке территория Исабелы омывается Филиппинским морем. На суше граничит с несколькими провинциями: Кагаян, Нуэва-Виская, Калинга, Аурора, Кирино, Ифугао и Горная. Географически провинция делится на две зоны. Восточная зона занята горами Сьерра-Мадре. Земли здесь мало пригодны для ведения хозяйства, но богата дикая флора и фауна. Западная зона — это плодородная долина, которую пересекают реки Кагаян, Сиффу и Магат.

## История
В 1856 году Королевским декретом была образована провинция Исабела, к которой перешли части соседних провинций, Кагаян и Нуэва-Бискайя. Название было дано в честь испанской королевы Изабеллы II. В 1901 году провинция перешла во владение американцев. В борьбе против неоколониалистов большую роль сыграл генерал Эмилио Агинальдо.
Американцы несколько изменили экономический профиль провинции, сделав доминирующими культурами в сельском хозяйстве кукурузу и табак.

## Население
Население провинции по данным на 2010 год составляет 1 489 645 человек. Основной язык — илокано. В столице и крупных городах население понимает и использует также английский и тагальский языки.

## Административное деление
В административном отношении подразделяется на 3 города (Кауаян, Сантьяго и Илаган) и 34 муниципалитета:
| - Алисия - Ангаданан - Аурора - Бенито-Соливен - Бургос - Кабаган - Кабатуан - Кордон - Делфин-Альбано - Динапиге - Дивилакан - Эчаге | - Гаму (Филиппины) - Хонес - Луна - Маконакан - Маллиг - Нагилиан - Паланан - Кесон - Кирино - Рамон - Рейна-Мерседес | - Рохас - Сан-Агустин - Сан-Гильермо - Сан-Исидро - Сан-Мануэль - Сан-Мариано - Сан-Матео - Сан-Пабло - Санта-Мария - Санто-Томас - Тумаини |

## Экономика
Наиболее важные отрасли в провинции Исабела — земледелие и лесоразработки. Большая часть угодий засеяна зерновыми, главным образом рисом. Кроме предприятий, перерабатывающих продукцию сельского хозяйства, в провинции представлено производство мебели, развиты ремёсла. В коммерции в основном работают китайцы, в меньшей степени индийцы.